# Microspot
Microspot war als Geschäftsbereich des Schweizer Handelsunternehmens Coop Betreiber des gleichnamigen Onlineshops Microspot.ch. Coop hat im Oktober 2023 angekündigt, in den nächsten Monaten Microspot.ch mit dem ebenfalls Coop gehörenden Onlineshop Interdiscount.ch zusammenzuführen und die Marke Microspot vom Markt zu nehmen.
Das Sortiment umfasste Artikel aus den Bereichen Heim- und Unterhaltungselektronik sowie Wohnen, Spielwaren, Beauty, Schmuck, Büro, Garten, Sport und vieles mehr. Microspot.ch gehörte zur Coop-Genossenschaft, trat  am Markt jedoch eigenständig auf. Microspot erwirtschaftete 2020 einen Nettoerlös von 334 Mio. Schweizer Franken.
Neben dem Onlineshop führt(e) microspot.ch zwei Ausstellungsräume in Jegenstorf BE sowie am Hauptbahnhof Zürich und war an 450 Coop Pick-up Standorte angeschlossen, bei welchen bestellte Produkte abgeholt werden konnten.

## Geschichte
1980 wurde die Microspot AG von Bruno Gideon (1931–2015) als stationärer Verkaufshandel gegründet. 1996 erfolgte die Übernahme in die Coop-Tochter Simeco, zu der auch Interdiscount gehörte. 1999 wurden sämtliche Microspot-Filialen in die Interdiscountkette integriert.
Im Mai 2007 kehrte die Marke Microspot als Onlineshop für Heimelektronik auf den Markt zurück. Im August 2011 wurde ein erster Ausstellungsraum in Moosseedorf eröffnet. Ein weiterer Ausstellungsraum wurde in Dietikon eingerichtet, ausserdem gab es 18 Abholstationen in Coop-Filialen in Adliswil, Allaman, Basel (Pfauen und St. Jakob), Bern, Biel, Freiburg, Genf, Gunzgen, Kriens, Lausanne, Luzern, Oftringen, Olten, St. Gallen, Winterthur und Zürich (Oerlikon und St. Annahof). Im April 2016 wurde im Shopville des Hauptbahnhof Zürich ein weiterer Ausstellungsraum eröffnet. Dieser war mit einer Fläche von 30 m² deutlich kleiner als der Ausstellungsraum in Moosseedorf und es waren dadurch auch weniger Geräte ausgestellt, dafür konnten Zubehörartikel für Handys und Drucker sowie diverse Video- und Audiokabel direkt im Ausstellungsraum im HB Zürich gekauft werden. Der Ausstellungsraum in Dietikon wurde im März 2018 geschlossen. Der Showroom in Moosseedorf ist im Juni 2021 an den Hauptsitz in Jegenstorf gezogen.
Microspot gehörte 2013 und 2014 zu den zehn umsatzstärksten Business-to-Consumer-Onlineshops der Schweiz.
Im Mai 2018 wurde in Jegenstorf, zusammen mit der Schwesterfirma Interdiscount, ein vollautomatisches Kleinteilelager eröffnet. Per Ende 2018 ging der Onlinemarktplatz siroop.ch, welcher ein Joint Venture von Coop und der Swisscom war, offline und wurde schrittweise in microspot.ch integriert. 2020 haben Interdiscount und microspot.ch das Logistik-Zentrum in Jegenstorf weiter ausgebaut und eine automatisierte Verpackungsanlage in Betrieb genommen.
Es wurden auch Waren von externen Händlern angeboten, darunter solche von Ochsner Sport.
Im Oktober 2023 teilte Coop mit, dass es seine beiden Elektronik-Onlineshops Interdiscount.ch und Microspot.ch in den nächsten Monaten zusammenführen und die Marke Microspot vom Markt nehmen werde.

## Auszeichnungen
Microspot wurde 2014 von Konsumentenschutzorganisationen zweimal zum günstigsten Onlineshop für Elektronikprodukte ausgezeichnet.
Microspot wurde 2018 mit der GOLD-Medaille an den Best of Swiss Web Awards in der Kategorie Data & Technology Driven Campaigns ausgezeichnet.
Microspot wurde 2019 von der Stiftung für Konsumentenschutz als günstigster Elektronikhändler der Schweiz ausgezeichnet.